# لمياء الأمير
لمياء الأمير (27 يوليو 1957 -) هي ممثلة مصرية، بدأت حياتها الفنية في الثمانينات وكان أول عمل لها في المسرح بمسرحية (عيلة ماحصلتش) 

## أعمالها[4]
- النمر 2021 إلهام
- طاقة حب 2020
- لؤلؤ 2020 سوسن
- أفراح إبليس ج2 2019 أم رانيا
- سلسال الدم ج5 2018.صفية
- سلسال الدم ج4 2017 صفية
- لمعي القط 2008 أم لمعي
- الأستاذ بلبل وحرمه 2016
- نصيبي وقسمتك 2016
- إستيفا 2015 أم محمود
- أسرار 2015
- الصندوق الأسود 2015 سهير
- الكابوس 2015
- مولد وصاحبه غايب 2015
- المعدية2015 أم فارس
- تماسيح النيل 2014
- جبل الحلال 2014 ريم
- سيرة حب 2014 سامية
- تحت الأرض 2013 نعتمد
- فرعون 2013
- فض اشتباك 2013 والدة عمر
- نيران صديقة 2013 نادية نصار
- 9 جامعة الدول 2012

## وصلات خارجية
- لمياء الأمير على موقع قاعدة بيانات الأفلام العربية